# Liste de films français sortis en 1908
Listes de films français
- 1904
- 1905
- 1906
- 1907
- 1908
- 1909
- 1910
- 1911
- 1912

Liste non exhaustive de films français sortis en 1908.

## 1908
| Titre                                                                 | Réalisateur                         | Distribution                                                     | Genre                                               | Métrage     | Notes                                                                   |  |
| --------------------------------------------------------------------- | ----------------------------------- | ---------------------------------------------------------------- | --------------------------------------------------- | ----------- | ----------------------------------------------------------------------- |  |
| Ali Baba                                                              | Georges Denola                      | Germaine Reuver                                                  | Film dramatique, Film de fantasy                    | 350 mètres  | dont 222 en couleurs                                                    |  |
| Amour et Mélasse                                                      | Georges Méliès                      |                                                                  | Comédie                                             |             | sorti aux États-Unis sous les titres Love and Molasses et His First Job |  |
| Anaïc ou le Balafré                                                   | Georges Méliès                      |                                                                  | Film dramatique                                     | 198 mètres  | sorti aux États-Unis sous le titre Not Guilty                           |  |
| L'Araignée d'or                                                       | Segundo de Chomón                   |                                                                  |                                                     |             | Film colorisé                                                           |  |
| L'Assassinat du duc de Guise                                          | André Calmettes et Charles Le Bargy | Albert Lambert, Charles Le Bargy, Gabrielle Robinne, Berthe Bovy | film dramatique, Film historique                    | 324 mètres  | d'après un récit d'Henri Lavedan                                        |  |
| At the Hotel Mix-Up                                                   | Georges Méliès                      |                                                                  | Comédie                                             | 152 mètres  |                                                                         |  |
| L'Attentat                                                            | Louis Feuillade                     |                                                                  |                                                     |             |                                                                         |  |
| Au pays des jouets                                                    | Georges Méliès                      |                                                                  | Film de fantasy                                     | 243 mètres  |                                                                         |  |
| L'Avare                                                               | Georges Méliès                      |                                                                  |                                                     | 270 mètres  |                                                                         |  |
| Ayez pitié d'un pauvre aveugle                                        | Louis Feuillade                     |                                                                  |                                                     |             |                                                                         |  |
| Le Baiser de Judas                                                    | Armand Bour et André Calmettes      | Mounet-Sully, Albert Lambert, Albert Dieudonné                   | Film dramatique                                     | 245 mètres  |                                                                         |  |
| La Belle au bois dormant                                              | Albert Capellani et Lucien Nonguet  | Julienne Mathieu                                                 | Film de fantasy                                     |             | d'après le conte de Charles Perrault                                    |  |
| Charlotte Corday                                                      | Georges Denola                      |                                                                  | Film dramatique, Film biographique, Film historique | 245 mètres  | dont 219 en couleurs                                                    |  |
| La Chemise d'un homme heureux                                         | Louis Feuillade                     |                                                                  |                                                     |             |                                                                         |  |
| Le Chevalier mystère                                                  | Segundo de Chomón                   | André Deed, Julienne Mathieu                                     |                                                     | 140 mètres  |                                                                         |  |
| La Civilisation à travers les âges                                    | Georges Méliès                      |                                                                  |                                                     | 366 mètres  |                                                                         |  |
| Les Cocottes en papier                                                | Segundo de Chomón                   | Julienne Mathieu                                                 | Comédie                                             | 120 mètres  |                                                                         |  |
| La Dame de compagnie                                                  | Louis Feuillade                     |                                                                  |                                                     |             |                                                                         |  |
| Daniel dans la fosse aux lions                                        | Louis Feuillade                     | Georges Wague, Alice Tissot, Renée Carl                          |                                                     |             |                                                                         |  |
| Les Dés magiques                                                      | Segundo de Chomón                   | Julienne Mathieu                                                 |                                                     | 140 mètres  | Film colorisé                                                           |  |
| Les Deux Guides                                                       | Louis Feuillade                     |                                                                  |                                                     |             |                                                                         |  |
| Le Devoir                                                             | Louis Feuillade                     | Alice Tissot, Maurice Vinot, Renée Carl                          |                                                     |             |                                                                         |  |
| Drame de la misère                                                    | Louis Feuillade                     |                                                                  |                                                     |             |                                                                         |  |
| L'Empreinte ou la Main rouge                                          | Paul-Henry Burguet                  | Mistinguett, Max Dearly, Séverin, Henri Étiévant                 | Film dramatique                                     | 470 mètres  |                                                                         |  |
| Épreuves ou les malheurs d'un savetier                                | Georges Méliès                      | Fernande Albany, Manuel, Georges Méliès                          | Comédie                                             | 170 mètres  |                                                                         |  |
| Fantasmagorie                                                         | Émile Cohl                          |                                                                  | Dessin animé                                        | 36 mètres   | premier dessin animé cinématographique                                  |  |
| La Fée libellule                                                      | Georges Méliès                      |                                                                  |                                                     |             |                                                                         |  |
| La Fiancée du forgeron                                                | Louis Feuillade                     |                                                                  | Film dramatique                                     | 235 mètres  |                                                                         |  |
| Le Génie du feu                                                       | Georges Méliès                      |                                                                  |                                                     |             |                                                                         |  |
| La Grenouille                                                         | Segundo de Chomón                   | Julienne Mathieu                                                 | Film fantastique                                    | 65 mètres   |                                                                         |  |
| Hallucinations pharmaceutiques                                        | Georges Méliès                      |                                                                  |                                                     |             |                                                                         |  |
| Hamlet                                                                | Henri Desfontaines                  | Jacques Grétillat, Gabrielle Colonna-Romano, Henri Desfontaines  | Film dramatique                                     |             |                                                                         |  |
| L'Heureux Accident                                                    | réalisateur inconnu                 |                                                                  | Film dramatique                                     | 145 mètres  |                                                                         |  |
| Hôtel électrique                                                      | Segundo de Chomón                   | Segundo de Chomón, Julienne Mathieu                              | Comédie                                             | 139 mètres  |                                                                         |  |
| L'Infidèle                                                            | Louis Feuillade                     |                                                                  |                                                     |             |                                                                         |  |
| Jugement du garde-champêtre                                           | Georges Méliès                      |                                                                  |                                                     |             |                                                                         |  |
| La Légende de la fileuse (ou La Sirène ou encore Le Songe du pêcheur) | Louis Feuillade                     | Alice Tissot, Georges Wague, Renée Carl, Christiane Mandelys     | Film dramatique                                     |             |                                                                         |  |
| La Légende de Narcisse                                                | Louis Feuillade                     |                                                                  |                                                     |             |                                                                         |  |
| La Légende du Fantôme                                                 | Segundo de Chomón                   |                                                                  |                                                     | 310 mètres  |                                                                         |  |
| Louis XIV, Roi Soleil                                                 | Georges Denola                      | Jacques Grétillat                                                | Film dramatique, Film biographique, Film historique |             | Film produit par Pathé frères                                           |  |
| Lucrèce                                                               | Louis Feuillade                     | Renée Carl, Georges Wague                                        | Film dramatique, Film biographique, Film historique |             |                                                                         |  |
| Lully ou le Violon brisé                                              | Georges Méliès                      |                                                                  | Comédie                                             | 208 mètres  |                                                                         |  |
| Magic of Catchy Songs                                                 | Georges Méliès                      |                                                                  |                                                     | 113 mètres  |                                                                         |  |
| La Main secourable                                                    | Georges Méliès                      |                                                                  | Film dramatique                                     |             |                                                                         |  |
| La Maison ensorcelée                                                  | Segundo de Chomón                   |                                                                  | Comédie, Film de fantasy, Film d'horreur            | 145 mètres  |                                                                         |  |
| Les Malheurs d'un photographe                                         | Georges Méliès                      |                                                                  | Comédie                                             | 62,5 mètres |                                                                         |  |
| Mariage de raison et mariage d'amour                                  | Georges Méliès                      |                                                                  |                                                     | 143 mètres  |                                                                         |  |
| Le Mariage de Thomas Poirot                                           | Georges Méliès                      |                                                                  | Comédie                                             | 150 mètres  |                                                                         |  |
| Le Manuel du parfait gentleman                                        | Georges Monca                       | André Deed, Jacques Vandenne                                     | Comédie                                             | 130 mètres  |                                                                         |  |
| Marie Stuart                                                          | Albert Capellani                    | Jeanne Delvair, Jacques Grétillat, Henry Krauss, Paul Capellani  | Film dramatique, Film historique                    | 255 mètres  |                                                                         |  |
| Le Médecin du château                                                 | Ferdinand Zecca ?                   |                                                                  |                                                     |             |                                                                         |  |
| Les Merveilleux Exploits de Nick Carter                               | Victorin Jasset                     |                                                                  |                                                     |             | serial composé de 3 films d'une bobine                                  |  |
| Le Miroir magique                                                     | Segundo de Chomón                   | Julienne Mathieu                                                 | Film de fantasy                                     |             |                                                                         |  |
| Moitié de polka                                                       | Georges Méliès                      |                                                                  | Comédie                                             | 177 mètres  |                                                                         |  |
| Mystery of the Garrison                                               | Georges Méliès                      |                                                                  | 197 mètres                                          |             |                                                                         |  |
| Nick Carter, le roi des détectives                                    | Victorin Jasset                     | Pierre Bressol                                                   | Film policier                                       |             | série de six courts-métrages                                            |  |
| Les Noces blanches                                                    | Louis Feuillade                     |                                                                  |                                                     |             |                                                                         |  |
| Nouvelle histoire de Puce                                             | Louis Feuillade                     |                                                                  |                                                     |             |                                                                         |  |
| L'Obsession de l'équilibre                                            | Max Linder                          | Max Linder, Jacques Vandenne                                     | Comédie                                             | 190 mètres  |                                                                         |  |
| Les Ombres chinoises                                                  | Segundo de Chomón                   | Julienne Mathieu                                                 |                                                     | 115 mètres  |                                                                         |  |
| On ne badine pas avec l'amour                                         | Georges Méliès                      |                                                                  | Comédie                                             |             |                                                                         |  |
| Oriental Black Art                                                    | Georges Méliès                      |                                                                  |                                                     | 143 mètres  |                                                                         |  |
| L'Orpheline                                                           | Louis Feuillade                     | Renée Carl, Maurice Vinot, Alice Tissot                          |                                                     |             |                                                                         |  |
| Les Papillons japonais                                                | Segundo de Chomón                   |                                                                  |                                                     | 105 mètres  |                                                                         |  |
| Le Rêve des marmitons                                                 | Segundo de Chomón                   |                                                                  |                                                     | 165 mètres  |                                                                         |  |
| Le Rêve d'un fumeur d'opium                                           | Georges Méliès                      |                                                                  | Comédie                                             |             |                                                                         |  |
| Riquet à la houppe                                                    | Albert Capellani                    | Georges Monca                                                    | Comédie                                             | 250 mètres  | d'après le conte de Charles Perrault                                    |  |
| Le Roman d'un gueux                                                   | Georges Monca                       | René Alexandre, René Leprince, Marcel Simon                      | Film dramatique                                     |             |                                                                         |  |
| Le Roman d'un malheureux                                              | Lucien Nonguet                      | Georges Monca                                                    | Film dramatique                                     | 210 mètres  |                                                                         |  |
| Semelles de caoutchouc (ou Boireau - Semelles de caoutchouc)          | Georges Monca                       | André Deed                                                       | Comédie                                             | 75 mètres   |                                                                         |  |
| Tartarin de Tarascon                                                  | Georges Méliès                      |                                                                  |                                                     |             |                                                                         |  |
| Le Tabac de grand-père                                                | Louis Feuillade                     | Alice Tissot, Maurice Vinot, Renée Carl                          |                                                     |             |                                                                         |  |
| Trop vieux !                                                          | Georges Méliès                      |                                                                  |                                                     |             |                                                                         |  |
| Un cœur trop enflammable (ou Boireau - Un cœur trop enflammable)      | Georges Monca                       |                                                                  | Comédie                                             | 105 mètres  |                                                                         |  |
| Un monsieur qui suit les dames                                        | Georges Monca                       | Charles Prince, Jacques Grétillat, Louisa de Mornand             | Comédie                                             | 250 mètres  |                                                                         |  |
| Une douzaine d'œufs frais                                             | Georges Monca                       | André Deed                                                       | Comédie                                             | 150 mètres  |                                                                         |  |
| Victime de sa probité                                                 | Lucien Nonguet                      | Madame Longuet, Georges Monca                                    |                                                     | 115 mètres  |                                                                         |  |
| Le Vieux Berger                                                       | Louis Feuillade                     |                                                                  |                                                     |             |                                                                         |  |
| Le Vieux Chemineau                                                    | Louis Feuillade                     |                                                                  |                                                     | 168 mètres  |                                                                         |  |